# 3-я Воеводинская ударная бригада
3-я Воеводинская народно-освободительная ударная бригада (сербохорв. Трећа војвођанска народноослободилачка ударна бригада / Treča vojvođanska narodnooslobodilačka udarna brigada) — воинское формирование Народно-освободительной армии Югославии.

## История
Сформирована 2 июня 1943 на Фрушке-Горе приказом Оперативного штаба НОАЮ в Воеводине. Формировалась на основе 3-й группы Воеводинских ударных батальонов. Была в составе 16-й Воеводинской дивизии с июля 1943, с марта 1944 в составе 36-й Воеводинской дивизии.

## Народные герои
- Душан Вукасович, командир бригады
- Милан Корица, командир 3-го батальона
- Петар Матич, командир бригады
- Вера Мишчевич, референт санитарной службы 3-го батальона
- Сулейман Омерович, политрук бригады